# Marcelo Buquet
Hector Marcelo Buquet Corleto (ur. 4 października 1963 w Montevideo) – urugwajski aktor telewizyjny. W kolumbijskiej telenoweli Kobieta w lustrze (La mujer en el espejo, 2004-2005) zagrał Juana Tobíasa Fonsece, właściciela firmy Marbela.
Mając osiemnaście lat związał się z grupą teatralną El Galpón del Uruguay, gdzie występował i reżyserował wyprodukowane przez siebie przedstawienia. W 1989 przeniósł się do Meksyku. Dorabiał także jako model. Karierę aktorską rozpoczął od występu w telenoweli Simplemente María (1989) z Victorią Ruffo. Potem zagrał w telenoweli El abuelo y yo (1992) u boku Gaela Garcíi Bernala. W 1991 otrzymał tytuł Modela Roku Contempo Agency. Jest także laureatem nagród meksykańskich krytyków teatralnych '94 i urugwajskich krytyków teatralnych '98.

## Filmografia
- 1989: Simplemente María jako Fernando Torres
- 1992: El Abuelo y yo jako Gerardo
- 1994: Marimar jako Rodolfo San Genis
- 1995: El Premio mayor jako Don Lorenzo
- 1998: Paulina (La Usurpadora) jako Rodrigo Bracho
- 1999: Daniela i przyjaciele (El Diario de Daniela) jako Enrique Monroy #1
- 1999: Más allá de la usurpadora jako Rodrigo Bracho
- 2003: Ladrón de corazones jako Patricio Benites
- 2004-2005: Kobieta w lustrze (La mujer en el espejo) jako Juan Tobías Fonseca
- 2005: La Tormenta jako Simon Guerrero
- 2005: La Madrastra jako Gerardo Salgado
- 2005: Hacjenda La Tormenta jako Simon Guerrero
- 2008: La Marca del deseo jako Reynaldo
- 2010-2011: Entre el Amor y el Deseo jako Gonzalo
- 2012-2013: Qué bonito amor jako Rubén del Olmo